# 西山洋市
西山 洋市（にしやま よういち、1959年3月1日 - ）は、日本の映画監督、脚本家。映画美学校フィクション・コース講師。2000年までは「西山 洋一」名義で活動していた。

## 経歴
早稲田大学在学中にシネマ研究会に所属。その後、高橋洋、井川耕一郎らと自主映画制作を行う。1991年、テレビドラマ『おろし金に白い指』を演出。自作のテレビドラマ「ぬるぬる燗燗」「ぬるぬる燗燗の逆襲」（1992年）を映画化した『ぬるぬる燗燗』（1996年）で劇場公開デビュー。2005年、短編映画『INAZUMA 稲妻』を監督する。2012年、オムニバス映画『コラボ・モンスターズ!!』の一編『kasanegafuti』を手がける。

## フィルモグラフィー

### 映画
- 私立女子高校 制服はランジェリー!?（1993年） - 監督
- ぬるぬる燗燗（1996年） - 監督
- 痴漢白書8 劇場版 真冬のキッス（1997年） - 監督、脚本
- 蜘蛛の瞳（1998年） - 脚本
- 月光の囁き（1999年） - 脚本
- 桶屋（2001年） - 監督、脚本
- 完全なる飼育 愛の40日（2001年） - 監督
- 岡部さん（2002年） - 監督
- CH4メタン（2002年） - 監督
- 特殊刑事（2003年） - 監督、『刑事まつり』の一編
- 稲妻ルーシー（2004年） - 監督、脚本
- 運命人間（2004年） - 監督
- INAZUMA 稲妻（2005年） - 監督
- グロヅカ（2005年） - 監督
- スパイ昇天 from スパイ道2（2005年） - 監督
- 死なば諸共（2006年） - 監督
- 殺しのはらわた（2008年） - 出演
- 吸血鬼ハンターの逆襲（2008年） - 監督
- 大脱出! 脱出ゲーム THE MOVIE (2009年)  - 監督、脚本
- kasanegafuti (2011年) - 監督、『コラボ・モンスターズ!!』の一編
- WHO IS THAT MAN!? あの男は誰だ!?（2013年） - 監督補・プロデュース
- 瑠璃道花虹彩絵（2016年） - 監督
- ネオ†ハムレット（2019年） - 監督

### テレビドラマ
- おろし金に白い指（1991年） - 監督
- ぬるぬる燗燗（1992年） - 監督
- ぬるぬる燗燗の逆襲（1992年） - 監督
- ホームビデオの秘かな愉しみ（1993年） - 監督
- ホームビデオの厳かな愉しみ（1993年） - 監督